# Jack Rapke
Jack Rapke (* April 1950 in New York City) ist ein US-amerikanischer Filmproduzent. Bekannt wurde er vor allem durch seine langjährige Zusammenarbeit mit Robert Zemeckis.

## Leben
Jack Rapke wurde 1950 in New York City geboren. Die Familie zog nach Miami, als Rapke 7 Jahre alt war. Er besuchte die South Beach Elementary und die University School der Nova Southeastern University. Später studierte Rapke an der Tisch School of the Arts der New York University, an der er 1974 seinen Abschluss erlangte.
Nach seinem Studium zog Rapke 1975 nach Los Angeles, wo er zunächst eine Anstellung in der Poststelle der Künstleragentur William Morris Agency fand. Danach arbeitete er unter anderem als Bote, Personal Assistant und Künstleragent, bevor er 1980 von der Creative Artists Agency (CAA) angestellt wurde, wo er 17 Jahre als Agent für Filmschaffende wie Ron Howard, Brian Grazer, Chris Columbus, Michael Mann, Ridley Scott, Harold Ramis, Martin Brest und Michael Bay tätig war. Zuletzt war er gemeinsam mit Rick Nicita Co-Chairman des Unternehmens. 1997 verließ er die Agentur auf eigenen Wunsch.
Kurz darauf gründete Rapke zusammen mit Robert Zemeckis und Steve Starkey die Filmproduktionsgesellschaft ImageMovers. Zu ihren ersten gemeinsamen Produktionen zählten unter anderem die Filme Cast Away – Verschollen, Der Polarexpress, Monster House und Die Legende von Beowulf.
ImageMovers wurde 2007 von Disney aufgekauft und in ImageMovers Digital umbenannt. Nach dem Misserfolg von Disneys Eine Weihnachtsgeschichte und dem sich abzeichnenden Flop von Milo und Mars beendete Disney die Partnerschaft bereits 2010 wieder.
Später produzierte Rapke unter anderem die Zemeckis-Filme Flight für Paramount Pictures, The Walk für Sony Pictures und Willkommen in Marwen für Universal Pictures. Daneben fungierte er als Executive Producer von Fernsehserien wie Die Borgias, Medal of Honor: Ehre, wem Ehre gebührt, Manifest, What/If und Project Blue Book.
Rapke war zweimal verheiratet, beide Ehen endeten durch Scheidung. Aus seiner Ehe mit Laurie Perlman gingen zwei Kinder hervor.

## Filmografie (Auswahl)
Producer
- 2000: Schatten der Wahrheit (What Lies Beneath)
- 2000: Cast Away – Verschollen (Cast Away)
- 2003: Tricks (Matchstick Men)
- 2005: The Prize Winner of Defiance, Ohio
- 2006: Noch einmal Ferien (Last Holiday)
- 2006: Monster House
- 2007: Die Legende von Beowulf (Beowulf)
- 2009: Disneys Eine Weihnachtsgeschichte (A Christmas Carol)
- 2011: Milo und Mars (Mars Needs Moms)
- 2012: Flight
- 2015: The Walk
- 2018: Willkommen in Marwen (Welcome to Marwen)
- 2020: Hexen hexen (The Witches)
- 2021: Finch
- 2024: Here

Executive Producer
- 2004: Der Polarexpress (The Polar Express)
- 2011: Real Steel
- 2011–2013: Die Borgias (The Borgias, Fernsehserie, 29 Episoden)
- 2016: Allied – Vertraute Fremde (Allied)
- 2018: Medal of Honor: Ehre, wem Ehre gebührt (Medal of Honor, Fernsehserie, 8 Episoden)
- 2018–2021: Manifest (Fernsehserie, 42 Episoden)
- 2019: What/If (Fernsehserie, 10 Episoden)
- 2019–2020: Project Blue Book (Fernsehserie, 20 Episoden)
- 2022: Pinocchio